# Ненаправленное интервью
Ненаправленное интервью или Неструктурированное интервью — форма интервью, при котором ведущая роль отдаётся респонденту. Интервьюируемый самостоятельно выбирает, про что он хочет говорить, а интервьюер только задает в начале программу разговора («путеводитель интервью»). Интервьюер не переводит разговор на другую тему, не задаёт конкретных вопросов, но способствует продолжению разговора. Основная функция интервьюера при таком интервью — проявлять искренний интерес к собеседнику, который помогает интервьюируемому более полно и непринужденно рассказать о своей позиции, своих мыслях и переживаниях. Иногда ненаправленное интервью носит психотерапевтический характер.